# Disney-reneszánsz
A Disney-reneszánsz a Disney történetének 1989 és 1999 közti tíz évét takarja, mikor a Walt Disney Animation Studios visszatért a sikeres egész estés (legtöbbször klasszikus történetekből adaptált) rajzfilmek gyártásához, ezzel ismét reflektorfénybe kerülve.
Filmek, amelyek ebben a korszakban születtek: A Kis hableány (1989), Mentőcsapat a kenguruk földjén (1990), Szépség és a szörnyeteg (1991), Aladdin (1992), Oroszlánkirály (1994), Pocahontas (1995), Notre Dame-i toronyőr (1996), Herkules (1997), Mulan (1998), Tarzan (1999) és a Fantázia 2000 (1999). Jelenleg a A hercegnő és a béka (2009) a legmodernebb stúdió produkciónak számít, amely megegyezett a Disney-reneszánsz filmek hagyományos animációjával, cselekményével és zenéjével.

## Történelem

### A reneszánsz előtt
A Róka és a kutya (1979) készítésekor a már hosszú ideje a cégnél dolgozó Don Bluth elhagyta a Disney-t 11 munkatársával együtt, hogy megalapítsa saját, konkurens cégét, a Don Bluth Productions-t. Mivel az animátorok 17%-a elment, a Róka és a kutya készítése csúszott. Don Bluth az 1982-es The Secret of NIMH-hel a Disney legnagyobb kihívója lett a nyolcvanas évek végén és a kilencvenes évek elején.
A Disney-cég problémás időszakot élt át a nyolcvanas években, miután megmenekül Saul Steinberg-től, aki fel akarta darabolni a céget. A korábbi Paramount Pictures-ös Michael Eisner került az igazgatói székbe 1984-ben, s bevette korábbi kollégáját, Jeffrey Katzenberget, a korábbi Warner Brothers-ös Frank Wells pedig elnök lett. A The Black Caludron 1985-ös bukása utána az animációs divízió helyzete kétséges lett. Harminc év után a cég végül megalapította a TV-animációs részlegét, ami egy sokkal olcsóbb vállalkozás volt, mint az egész estés divízió. Roy E. Disney jelentkezett Eisnernél, hogy hadd felügyelje ő a rajzfilmstúdió munkáját.
1986-ban a Disney forgalombahozta a The Great Mouse Detective-et, míg a Universal vetíteni kezdte Don Bluth filmjét, az Egérmesét. Az Egérmese legyőzte a Disney-t a kasszáknál, s az év egyik legjobb vállalkozásának bizonyult. Két évvel később a Disney Olivér és társai és Bluth Őslények országa című filmjei ugyanazon a hétvégén kerültek a mozikba. Az Őslények országa 7.5 millió dollárt hozott az első két napban ezzel új rekordot felállítva.
1988-ban a Disney összefogott Steven Spielbergel, aki nagy rajzfilmkedvelő hírében állt, s az Egérmeséket és az Őslények országát maga finanszírozta. Ő lett a Roger nyúl a pácban producere, ami egy élőszereplős/animációs hibrid-film volt, felvonultatva a harmincas-negyvenes évekbeli animációs aranykor legendás rajzfilmstúdióinak figuráit. A film óriási kritikai és kasszasiker volt, három Oscar-díjat nyert s felélesztette a moziban vetített rajzfilmek iránti érdeklődést. A film mellett Spielberg segített a Disney-nek három Roger nyúl-témájú rövidfilm elkészítésében.

### A reneszánsz
Disney már a harmincas években el szerette volna készíteni a Kis hableányt, végül a projekt 1988-ban, a Roger nyúl a pácban sikere után mint animációs musical manifesztálódott. Howard Ashman szövegíró és Alan Menken zeneszerző (akik korábban már évekig dolgoztak együtt a Broadway-n olyan darabokon, mint a Rémségek kicsiny boltja) készítették a film betétdalait.
A mozikba 1989. november 17-én került, s legyőzte Don Bluth filmjét, az All Dogs Go to Heavent, ami ugyanazon a hétvégén futott. Később megdöntötte az Őslények országa rekordját, s ez lett addig minden idők legsikeresebb animációs filmje. A Kis hableány emellett két Oscart is begyűjtött.
A Mentőcsapat a kenguruk földjén egy évvel később készült el, s ez volt az első folytatás (a hivatalos Disney-kánonban mindössze két folytatás szerepel, a másik a Fantázia 2000) a Walt Disney Feature Animation részéről. A film messze nem érte el a Kis hableány sikereit, s így a Disney-reneszánsz történelmében általában nem emlegetik.
Az 1991-es Szépség és a szörnyeteg sokak szerint nem csak a Disney-reneszánsz, de a Disney összes filmje közül kiemelkedik. Ez volt az első animációs film, amit a legjobb filmnek járó Oscarra jelöltek, bár a díjat abban az évben a Bárányok hallgatnak kapta meg. Viszont a legjobb musical vagy vígjáték kategóriában nyert egy Golden Globe-ot és két Oscart a legjobb betétdalért és a legjobb zenéért. A filmet Howard Ashman emlékének dedikálták, aki az év elején hunyt el, mielőtt a film megjelent volna. A maga idejében ez volt a történelem legsikeresebb egész estés animációs filmje, a kasszáknál 140 millió dollárt szerzett.
2009-ben a Szépség és a szörnyeteg megosztva szerepel az első helyen a Disney/Pixar WALL-E-jával a legtöbb Oscar-jelölést begyűjtő rajzfilmek listáján.
Ezután az Aladdin és az Oroszlánkirály következett 1992-ben és 1994-ben, egymás után. Mindkét film óriási kasszasiker volt, de az Oroszlánkirály emellett minden idők legsikeresebb animációs filmjévé vált, s mindmáig ez a filmtörténelem legsikeresebb hagyományos technológiával készített rajzfilmje. Az Aladdin volt 1992 legsikeresebb filmje. Emellett a filmek Oscart nyertek zenéjükért és betétdalaikért, amelyek a Szépség és a szörnyeteg nyomvonalát követték. Howard Ashman több dalt is írt az Aladdinhoz még halála előtt, de ezek közül csak három került a filmbe. Tim Rice beszállt a projektbe és befejezte a munkálatokat. Tim Rice segített Elton John-nak is az Oroszlánkirály zenéjében.
A Pocahontas és a Notre Dame-i toronyőr szintén sikeresek lett. A Pocahontas két Oscart szerzett a zenéjéért és a 'Colors of the Wind' című betétdaláért. Mindkét film dalait Alan Menken és Stephen Schwartz komponálta. A Disney sikersorozata folytatódott a Herkulessel, ahol a dalokat Alan Menken és David Zippel jegyzi, a Mulannal, aminek zenéjét Jerry Goldsmith, dalait Matthew Wilder és David Zippel írta, illetve a Tarzannal, aminek betétdalait Phil Collins szerezte, és a Fantázia 2000.

### A reneszánsz után
A Tarzan volt a reneszánsz korszak hattyúdala. Bár a Disney készített még közepesen sikeres filmeket, mint az Eszeveszett birodalom és az Atlantisz – Az elveszett birodalom, ezek közül egyik sem ért el olyan népszerűséget, mint a kilencvenes évekbeli filmjeik, s a stúdió emellett két bukást is csinált, a Kincses bolygót és a Legelő hőseit. Egyéb filmek, mint Dínó, a Lilo és Stitch – A csillagkutya és a Mackótestvér jó fogadtatásban részesült, és sikeres lett.
Ezután a Disney Studios elsősorban CGI-filmeket kezdett készíteni. 1995-ben a Disney összeállt a Pixarral hogy elkészítsék a Toy Story-t, az első teljesen számítógépes animációval operáló filmet. Későbbi filmek, amelyek szintén sikeresek lettek mind kritikailag, mind pénzügyileg: Némó nyomában, WALL-E és Fel. 2005-ben a Csodacsibe, a Disney első saját, teljesen CGI-filmje vegyes fogadtatásban részesült, de jól teljesített a pénztáraknál, ahogy második filmjük, a Robinson család titka is. 2006-ban a Disney megvásárolta a Pixart 7.4 milliárd dollárért, s a Disney-rajzfilmeket ettől kezdve John Lasseter felügyeli. 2008-ban készült el az első saját gyártású CGI Disney-film a tranzakció után, a Volt, ami jó fogadtatást kapott és a kasszáknál is jól szerepelt.
A Pixar sikereivel párhuzamosan a Disney a Legelő hősei-vel elbúcsúztatta a hagyományos rajzfilmeket, mindazonáltal John Lasseter vezetésével ismét visszatértek hozzá az A hercegnő és a béka című filmmel. A film sikere arra sarkallta a céget, hogy ezen a nyomvonalon maradjanak, s bejelentették, hogy két évente legalább egy tradicionális technikával készült filmet fognak csinálni. Ezt az ígéretet később nem tartották, a Disney egész estés filmjei mind CGI alapon készültek ezután.

## A filmek fogadtatása
| Film                      | Rotten Tomatoes   | Rotten Tomatoes   | Metacritic      |
| Film                      | Összes            | A legfőbbek       | Metacritic      |
| ------------------------- | ----------------- | ----------------- | --------------- |
| A kis hableány            | 90% (52 kritika)  | 86% (7 kritika)   |                 |
| A szépség és a szörnyeteg | 93% (56 kritika)  | 94% (17 kritika)  |                 |
| Aladdin                   | 92% (49 kritika)  | 100% (9 kritika)  |                 |
| Az oroszlánkirály         | 92% (61 kritika)  | 100% (13 kritika) | 84 (13 kritika) |
| Pocahontas                | 55% (49 kritika)  | 71% (14 kritika)  | 58 (23 kritika) |
| A Notre Dame-i toronyőr   | 73% (48 kritika)  | 57% (14 kritika)  |                 |
| Herkules                  | 83% (48 kritika)  | 75% (12 kritika)  |                 |
| Mulan                     | 86% (71 kritika)  | 69% (13 kritika)  | 71 (24 kritika) |
| Tarzan                    | 88% (101 kritika) | 85% (27 kritika)  | 79 (37 kritika) |
| Átlagos érték             | 84%               | 82%               | 73              |

## Kasszasikerek
| Film | Megjelenés         | Megjelenés         | Megszerzett összeg | Megszerzett összeg | Megszerzett összeg | Helyezés           | Helyezés             | Költségvetés | Forrás |
| Film | Premier            | Általános          | Hazájában          | Külföldön          | Világszerte        | Hazájában mindmáig | Világszerte mindmáig | Költségvetés | Forrás |
| --- | ------------------ | ------------------ | ------------------ | ------------------ | ------------------ | ------------------ | -------------------- | ------------ | ------ |
| A kis hableány | 1989. november 17. | 1989. november 17. | $111,543,479       | $99,800,000        | $211,343,479       | #356               | #365                 | $40,000,000  | [ 42 ] |
| A szépség és a szörnyeteg                                                                                                   | 1991. november 15. | 1991. november 22. | $171,350,553       | $206,000,000       | $377,350,553       | #143               | #131                 | $25,000,000  | [ 43 ] |
| Aladdin | 1992. november 13. | 1992. november 25. | $217,350,219       | $286,700,000       | $504,050,219       | #78                | #68                  | $25,000,000  | [ 44 ] |
| Az oroszlánkirály | 1994. június 15.   | 1994. június 24.   | $328,541,776       | $455,300,000       | $783,841,776       | #19                | #27                  | $45,000,000  | [ 45 ] |
| Pocahontas | 1995. június 16.   | 1995. június 23.   | $141,579,773       | $204,500,000       | $346,079,773       | #218               | #176                 | $55,000,000  | [ 46 ] |
| A Notre Dame-i toronyőr | 1996. június 21.   | 1996. június 21.   | $100,138,851       | $225,200,000       | $325,338,851       | #438               | #188                 | $100,000,000 | [ 47 ] |
| Herkules | 1997. június 15.   | 1997. június 27.   | $100,112,101       | $234,600,000       | $334,712,101       | #449               | #183                 | $85,000,000  | [ 48 ] |
| Mulan | 1998. június 19.   | 1998. június 19.   | $120,620,254       | $183,700,000       | $304,320,254       | #320               | #206                 | $70,000,000  | #27(A) |
| Tarzan | 1999. június 18.   | 1999. június 18.   | $171,091,819       | $277,100,000       | $448,191,819       | #144               | #95                  | $130,000,000 | [ 51 ] |
| Jelmagyarázat - A világosszürke cellákhoz nem állt rendelkezésre információ. - (A) = az IMDb-n a büdzsé csak becsült érték. |                    |                    |                    |                    |                    |                    |                      |              |        |

## Oscar-díjak
A Disney-reneszánsz mind a kilenc filmjét jelölték Oscarra:
| Év   | Cím                       | Jelölés | Győzelem |
| ---- | ------------------------- | ------- | -------- |
| 1989 | A kis hableány            | 3       | 2        |
| 1991 | A szépség és a szörnyeteg | 6       | 2        |
| 1992 | Aladdin                   | 5       | 2        |
| 1994 | Az oroszlánkirály         | 4       | 2        |
| 1995 | Pocahontas                | 2       | 2        |
| 1996 | A Notre Dame-i toronyőr   | 1       | 0        |
| 1997 | Herkules                  | 1       | 0        |
| 1998 | Mulan                     | 1       | 0        |
| 1999 | Tarzan                    | 1       | 1        |

## Filmzene-lemezek
| Év   | Cím                       | Amerikai helyezés | RIAA besorolás |
| ---- | ------------------------- | ----------------- | -------------- |
| 1989 | A kis hableány            | 32                | 6× Platina     |
| 1991 | A szépség és a szörnyeteg | 19                | 3× Platina     |
| 1992 | Aladdin                   | 6                 | 3× Platina     |
| 1994 | Az oroszlánkirály         | 1                 | Gyémánt        |
| 1995 | Pocahontas                | 1                 | 3× Platina     |
| 1996 | A Notre Dame-i toronyőr   | 11                | Platina        |
| 1997 | Herkules                  | 17                | Arany          |
| 1998 | Mulan                     | 25                | Arany          |
| 1999 | Tarzan                    | 5                 | Platina        |

## Fordítás
Ez a szócikk részben vagy egészben  a   Disney Renaissance című angol Wikipédia-szócikk fordításán alapul.  Az eredeti cikk szerkesztőit annak laptörténete sorolja fel. Ez a jelzés csupán a megfogalmazás eredetét és a szerzői jogokat jelzi, nem szolgál a cikkben szereplő információk forrásmegjelöléseként.